# مارتن شيمب
مارتن شيمب (بالألمانية: Martin Schempp)‏ (23 مارس 1905 - 9 يوليو 1984) كان طيارًا شراعيًا ومؤسسًا شيمب-هيرث، الشركة المصنعة الرئيسية للطائرات الشراعية.

## الأعوام الأولى
ولد مارتن شيمب في شتوتغارت. بعد الانتهاء من تعليمه التجاري، ساعد في أعمال والده الحرفي. في عام 1926، في سن 21، هاجر إلى الولايات المتحدة على أمل إيجاد ظروف عمل أفضل هناك. بعد العمل في وظائف غريبة مختلفة، وجد أخيرًا وظيفة كفني مختبر كيميائي في مصنع للصلب. وقد ألهم حديث تشارلز ليندبرغ حول عبوره الأطلسي مارتن حول الطيران لدرجة أنه عاد إلى ألمانيا في عام 1928 لتعلم كيفية الطيران. بعد الانتهاء من تدريبه الأساسي المرتفع ، حصل على رخصة طياره للطائرات التي تعمل بالطاقة في شركة كليم في بوبلينجين.